# ¿Qué hacemos con los hijos?
Pour plus de détails, voir Fiche technique et Distribution.
¿Qué hacemos con los hijos? est un film espagnol réalisé par Pedro Lazaga en 1966 et sorti en Espagne en 1967.

## Synopsis
Antonio Martínez, un chauffeur de taxi madrilène à l'ancienne, se vante à la cantonade des grands mérites de ses enfants. Malheureusement pour lui, ils ne sont pas aussi vertueux qu'ils en donnent l'apparence. Dans son dos, ils n'en font qu'à leur tête. Quand il apprend la vérité sur chacun, Antonio convoque un conseil de famille où sont présents sa femme María et ses enfants. Les reproches pleuvent. Résultat : plus personne dans la maison ne lui adresse la parole. Il décide alors de laisser couler en espérant que les fautifs réaliseront d'eux-mêmes leur erreur et s'amenderont en temps voulu. Mauvais choix...

## Fiche technique
- Titre ¿Qué hacemos con los hijos?
- Réalisation : Pedro Lazaga
- Scénario et dialogues : Pedro Masó , Vicente Coello, d'après la pièce homonyme de Carlos Llopis, créée le 2 octobre 1959 au Teatro Cómico de Madrid
- Décors : Calos Viudes, Antonio Simont
- Costumière : María Teresa Iglesias
- Photographie : Juan Mariné
- Son : Jaime Torrens
- Montage : Alfonso Santacana
- Production : Pedro Masó
- Sociétés de production : Filmayer, Pedro Masó Producciones Cinematograficas
- Société de distribution : Filmayer
- Pays :  Espagne
- Format : 35 mm, Noir et blanc, Son mono
- Genre : comédie
- Date de sortie : 26 mars 1967 à Madrid

## Distribution
- Paco Martínez Soria : Antonio Martínez
- Mercedes Vacino : María Martínez
- Irán Eory : Luisa Martínez
- Alfredo Landa : Enrique
- José Rubio : Juan Martínez
- María José Goyanes : Paloma Martínez